# John Kean (Politiker, 1852)

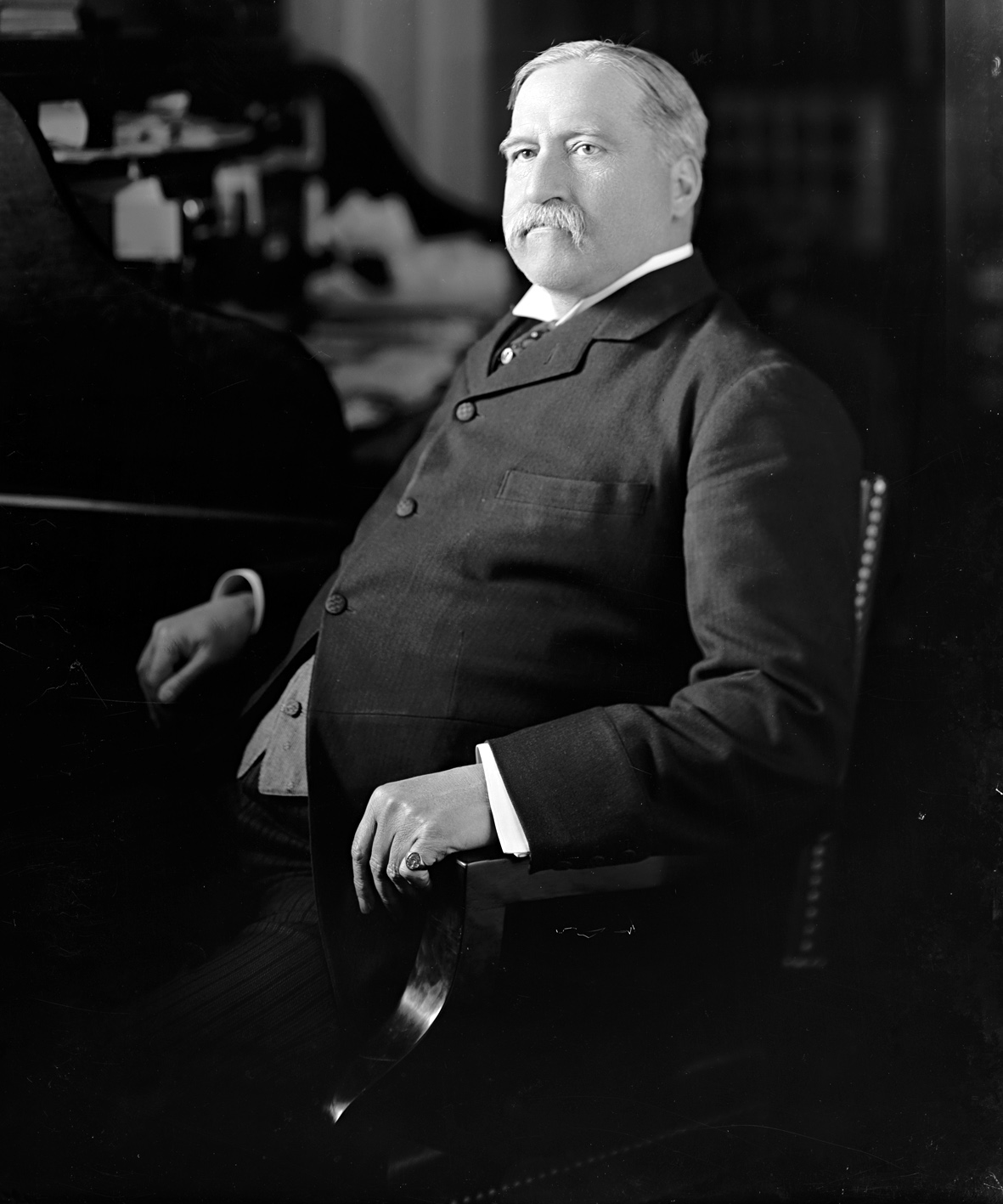
John Kean

John Kean (* 4. Dezember 1852 bei Elizabeth, New Jersey; † 4. November 1914 ebenda) war ein US-amerikanischer Politiker (Republikanische Partei), der den Bundesstaat New Jersey in beiden Kammern des Kongresses vertrat.
John Kean entstammte einer bekannten Politikerfamilie. Sein Urgroßvater John Kean nahm als Delegierter aus South Carolina an den Sitzungen des Kontinentalkongresses teil, sein jüngerer Bruder Hamilton sollte ihm später als US-Senator folgen. Sein Neffe Robert Kean saß ebenfalls als Abgeordneter aus New Jersey im US-Repräsentantenhaus, sein Großneffe Thomas Kean wurde Gouverneur des Staates.
Geboren wurde John Kean auf „Ursino“, dem Anwesen seiner Familie im Union County. Er besuchte Privatschulen und später das Yale College, ehe er 1875 seinen juristischen Abschluss an der Law School der Columbia University in New York machte. Zwei Jahre später wurde er in die Anwaltskammer von New Jersey aufgenommen; allerdings ging er seiner juristischen Tätigkeit nur sehr sporadisch nach. Stattdessen betätigte er sich im Banken- und Fabrikgewerbe.
Kean schlug auch eine politische Laufbahn als Republikaner ein. Er wurde 1882 in das Repräsentantenhaus der Vereinigten Staaten gewählt, dem er während des 48. Kongresses vom 4. März 1883 bis zum 3. März 1885 angehörte. 1884 verfehlte er die Wiederwahl, als er dem Demokraten Robert Stockton Green unterlag. Zwei Jahre später kehrte er in den Kongress zurück, den er nach einer erneuten Wahlniederlage am 3. März 1889 wiederum verlassen musste.
Im Jahr 1891 übernahm Kean den Vorsitz seiner Partei in New Jersey. Die Republikaner stellten ihn 1892 als Kandidaten für die Wahl zum Gouverneur des Staates auf, doch er verlor mit 47,4 Prozent der Stimmen gegen den Demokraten, der auf 49,7 Prozent kam. In der Folge wirkte er in einer Kommission mit, die das Justizsystem von New Jersey überarbeiten sollte. 1898 wurde Kean schließlich in den US-Senat gewählt, wo er nach einer Bestätigung im Jahr 1905 vom 4. März 1899 bis zum 3. März 1911 verblieb. Während dieser Zeit führte er unter anderem den Vorsitz im Committee on the Geological Survey und im Committee to Audit and Control the Contingent Expenses.
Nach dem Ende seiner politischen Laufbahn betätigte John Kean sich im Bankgewerbe. Er starb auf dem Anwesen „Ursino“ und wurde auf dem Evergreen Cemetery in Hillside beigesetzt. Die Gemeinde Keansburg im Monmouth County erhielt zu Keans Ehren seinen Namen, nachdem er sich 1884 dafür eingesetzt hatte, dass der vormals Granville heißende Ort seine erste Poststation erhielt.